# Małgorzata Lebda
Małgorzata Lebda (Nowy Sącz, 23 de agosto de 1985) es una poeta polaca, fotógrafa y doctora en ciencias humanas. Ha publicado seis libros de poesía por los que ha recibido premios como el Gdynia (2019) y el Wisława Szymborska (2022), el más importante de la lírica polaca. Insaciable (Łakome), su primera obra en prosa, recibió el Premio Descubrimiento Literario del Año de Empik (2023) y fue finalista del Premio Nike (2024). Fue nominada al Premio Conrad y figura entre los finalistas del Premio Angelus.

## Carrera artística y académica
Pasó su infancia en Żeleźnikowa Wielka. En julio de 2014, defendió su tesis doctoral titulada El lenguaje latente de la imagen. El papel de la poética en la interpretación de la fotografía contemporánea. Ejemplos seleccionados (director: Rafał Piotr Solewski) en la Universidad Pedagógica de la Comisión de Educación Nacional en Cracovia.  
Fue galardonada con la Beca Creativa de la Ciudad de Cracovia (2006), la Beca Grazella (2006) y la beca del Ministerio de Cultura y Patrimonio Nacional de Polonia (2012). En 2017, recibió el Premio-Beca Stanisław Barańczak dentro del Premio Literario de Poznań.  
El jurado del Premio Poético K.I. Gałczyński – Orfeo consideró su libro Matecznik como el mejor poemario de 2016. Fue nominada al Premio Poético de Breslavia «Silesius» en 2019 y al Premio Poético K.I. Gałczyński – Orfeo 2019 por su poemario Sny uckermärkerów. Ganó el Premio Literario de Gdynia en 2018 por ese mismo libro.  
En 2022, fue nominada nuevamente al Premio Poético de Breslavia «Silesius» y al Premio Poético K.I. Gałczyński 2021 por su poemario Mer de Glace.  
Reside en la región montañosa de los Beskides de Sądecki. Ha trabajado como profesora adjunta en el Departamento de Estudios de los Medios de Comunicación de la Universidad Pedagógica de la Comisión de Educación Nacional en Cracovia y, posteriormente, en el Departamento de Cultura Literaria de la Frontera de la Facultad de Filología Polaca de la Universidad Jaguelónica. 

## Vida personal
Fue la primera esposa del alpinista Kacper Tekieli.
Además de escritora, fotógrafa y científica, es montañista y corredora de ultramataratones (en septiembre de 2021, corrió 1.113 kilómetros a lo largo del río Vístula en el marco de un proyecto de activismo poético titulado «Leer el agua»).

## Premios y reconocimientos
- Orfeo – Premio Poético Konstanty Ildefons Gałczyński (2016)
- Premio Libro del Mes de Cracovia por el poemario Matecznik (2016)
- Premio Literario de Gdynia (2018)
- Premio Poético Wisława Szymborska (2022)
- Premio Descubrimientos Empik 2023 por la novela Insaciable (2024)
- Premio Literario de los Lectores de Gran Polonia (2024)
- Finalista del Premio Literario Nike 2024 por la novela Insaciable (2024)

## Poesía
- Otwarta na 77 stronie. Cracovia, Wydawnictwo Towarzystwa Słowaków w Polsce, 2006 (plaqueta poética).
- Tropy. Gniezno, Zeszyty Poetyckie, 2009, prólogo de Karol Maliszewski y Józef Baran, editor de la serie: David Jung.
- Granica lasu. Poznań, Wydawnictwo WBPiCAK, 2013 (nominada en 2014 al Premio Poético K.I. Gałczyński – Orfeo y al Premio Poético Krystyna y Czesław Bednarczyk).
- Matecznik. Poznań, Wydawnictwo WBPiCAK, 2016 (ganadora en 2017 del Premio Poético K.I. Gałczyński – Orfeo).
- Jezik zemlje, trad Biserka Rajčić. Belgrado, Treći Trg, Belgrado, 2017.
- Sny uckermӓrkerów, Poznań, Wydawnictwo WBPiCAK, 2018 (nominada en 2019 al Premio Poético Wrocław «Silesius» y al Premio Poético K.I. Gałczyński – Orfeo).
- Sprawy ziemi. Poznań, Wydawnictwo WBPiCAK, 2020 (recopilación de tres poemarios publicados anteriormente por WBPiCAK: Granica lasu, Matecznik y Sny uckermӓrkerów).
- Mer de Glace. Wrocław, Wrocławskie Wydawnictwo Warstwy, 2021.

## Prosa
- Insaciable, trad. Abel Murcia y Katarzyna Moloniewicz. Barcelona, Temporal, 2024 (finalista entre los siete seleccionados para el Premio Literario Nike 2024).